# Dawlish
Dawlish är en stad och civil parish i grevskapet Devon i England. Staden ligger i distriktet Teignbridge på den engelska sydkusten, cirka 11 kilometer nordost om Newton Abbot. Tätorten (built-up area) hade 11 312 invånare vid folkräkningen år 2011.